# Shiraito-Wasserfall (Itoshima)
Der Shiraito-Wasserfall (japanisch 白糸の滝 Shiraito no taki) liegt in Itoshima in der japanischen Präfektur Fukuoka.
Der Name leitet sich von seinem Aussehen ab, so bedeutet 白 (Shira) „weiß“ und 糸 (ito) „Faden“ bzw. „Fäden“. Es gibt in Japan zahlreiche Wasserfälle mit dem gleichen Namen wie beispielsweise in der Nähe des Fuji (siehe auch die japanische Übersicht: 白糸の滝).
Der Wasserfall liegt auf halber Höhe des Hagane-yama (羽金山) in der Sefuri-Bergkette (背振山系) und am Fluss Kawatsuki, der weiter nach Norden fließt, wo er in den Nagano mündet. Dieser ist wiederum ein Zufluss des Izumi bzw. Raizan, der wenige hundert Meter nach Westen in die Funakoshi-Bucht in der Koreastraße mündet.
Der Shiraito-Wasserfall ist auf Präfekturebene als Landschaftlich Schöner Ort ausgewiesen. In der Umgebung sind etwa 5.000 alte Bäume und 100.000 Hortensien gepflanzt, die von Mitte Juni bis Anfang Juli in voller Blüte stehen. Bei einem Taifun brach jedoch einer der drei rund 300 Jahre alten Ahornbäume vor dem Wasserfall. Nahe diesem befindet sich der buddhistische Tempel Ogura-ji (小蔵寺). Rund um den Wasserfall kann zudem Masu-Lachs (Unterart Oncorhynchus masou masou, jap. ヤマメ Yamame) geangelt und gegessen werden.